# Turó de l'Àguila
|  | Aquest article tracta sobre Turó de l'Àguila de Viladrau. Vegeu-ne altres significats a «Turó de l'Àguila (Sant Esteve Sesrovires)». |

El Turó de l'Àguila és una muntanya de 980 metres que es troba al municipi de Viladrau, a la comarca d'Osona.